# 2,2-Dibrom-2-cyanacetamid
2,2-Dibrom-2-cyanacetamid (abgekürzt DBNPA von 2,2-Dibrom-3-nitrilpropionamid) ist ein Biozid. Es wird zum überwiegenden Teil zur Wasserentkeimung sowie als Schleimverhinderungsmittel in der Papierherstellung verwendet. 2,2-Dibrom-2-cyanacetamid ist inkompatibel mit Basen und korrodiert Aluminium.
Die Europäische Union hat 2,2-Dibrom-2-cyanacetamid im Jahre 2023 als Wirkstoff zur Verwendung in Biozidprodukten der Produktart 4 nicht genehmigt.